# Besoin en fonds de roulement
Pour les articles homonymes, voir BFR.
Le besoin en fonds de roulement (BFR) (en anglais Working Capital Requirement ou WCR) est la mesure des ressources financières qu'une entreprise doit mettre en œuvre pour couvrir le besoin financier résultant des décalages des flux de trésorerie correspondant aux décaissements (dépenses d'exploitation nécessaires à la production) et aux encaissements (commercialisation des biens et services) liés à son activité. Le besoin en fonds de roulement est généralement appelé « ressource en fonds de roulement » lorsqu'il est négatif.
Le besoin en fonds de roulement est très utile lors de l'élaboration d'un plan d'affaires. En effet, un investisseur se sert de cet indicateur (parmi d'autres) pour évaluer la solidité financière et opérationnelle d'une entreprise dans laquelle il pourrait potentiellement investir.

## Principe
Les clients peuvent payer à l'avance (acompte) ou avec un délai les biens ou services qui leur sont vendus. De même, les fournisseurs peuvent être payés à l'avance (acompte) ou à terme pour les biens ou services qui leur sont achetés. Ces termes de paiement sont d'ordre contractuel et permettent des achats et ventes à crédit (opérations désignées sous le nom de crédit inter-entreprises). 
Son importance dépend de la longueur du cycle d'exploitation, de la valeur ajoutée intégrée à chaque stade de ce cycle, de l'importance et de la durée de stockage des matières premières/conditionnements, des encours de production et des produits finis, et des délais de paiement accordés par les fournisseurs ou consentis aux clients.

## Calcul
L'expression simplifiée du BFR est la suivante :
BFR = actif circulant (stocks + créances clients) – passif circulant (dettes fournisseurs + dettes fiscales + dettes sociales + autres dettes non financières).
De façon plus générale, on peut considérer que le BFR se définit comme la différence entre les actifs d'exploitation et les passifs d'exploitation considérés au sens large :
BFR = stocks + réalisable – dettes à court terme d'exploitation.
On peut distinguer le BFR d'exploitation (BFRE, ou BFE pour « besoin en financement d'exploitation ») et BFR hors exploitation (BFRHE), car certains éléments de l'équation précédente ne sont pas directement liés à l'exploitation (notamment l’impôt sur les bénéfices ou les dettes envers des fournisseurs d'immobilisations).
En considérant le BFRE et le BFRHE, on peut utiliser le calcul suivant : 
BFR = BFRE + BFRHE
Sachant que le BFRE = stocks + créances d’exploitation - dettes fournisseurs d’exploitation - dettes fiscales et sociales et que
le BFRHE = créances diverses hors exploitation + Valeurs Mobilières de Placement (VMP - si elles ne sont pas placées en trésorerie) – dettes diverses hors exploitation
Les analystes apprécient que l'on présente le BFR en jours de chiffre d'affaires : il suffit de diviser le montant trouvé ci-dessus par le chiffre d'affaires hors taxes de l'entreprise et de multiplier par 365 (ou 360 suivant les conventions).

## Niveau du besoin de fonds de roulement
Dans certaines activités, le BFR est négatif : cela signifie que l'activité génère un flux positif de trésorerie ; c'est notamment le cas pour les entreprises de la grande distribution, qui payent leurs fournisseurs après la livraison (souvent 60 jours, voire au-delà), alors que les clients paient au comptant. Cependant, dans la majorité des entreprises, le BFR est positif : cela signifie que l'entreprise doit lever des fonds pour combler le flux négatif généré par le cycle d'exploitation.
Plus généralement, trois cas existent : 
1. le BFR est positif : les emplois d'exploitation de l'entreprise sont supérieurs aux ressources d'exploitation ; l'entreprise doit financer ses besoins à court terme soit à l'aide de son excédent de ressources à long terme (fonds de roulement), soit à l'aide de ressources financières complémentaires à court terme, comme les concours bancaires ;
2. le BFR est nul : les emplois d'exploitation de l'entreprise sont égaux aux ressources d'exploitation ; l'entreprise n'a pas de besoin d'exploitation à financer, puisque le passif circulant suffit à financer l'actif circulant ;
3. le BFR est négatif : les emplois d'exploitation de l'entreprise sont inférieurs aux ressources d'exploitation : l'entreprise n'a pas de besoin d'exploitation à financer, puisque le passif circulant excède les besoins de financement de son actif d'exploitation ; elle n'a donc pas besoin d'utiliser ses excédents de ressources à long terme (fonds de roulement) pour financer d'éventuels besoins à court terme[3].

## Couvrir le BFR
Lors de la création de l'entreprise, et lors de ses phases de croissance, il est nécessaire de définir le BFR prévisionnel afin de doter l'entreprise du fonds de roulement nécessaire, sachant que toute insuffisance du fonds de roulement se traduira par des difficultés de trésorerie selon l'équation : 
FR = BFR + Trésorerie.
Ainsi, à tout moment, une insuffisance du fonds de roulement par rapport au besoin en fonds de roulement entraîne une trésorerie négative, qui, non anticipée, peut amener à la cessation de paiement. 
Étant donné l'aspect stratégique du besoin en fonds de roulement, une entreprise peut employer certaines techniques afin de couvrir son BFR, à ressources stables inchangées : les plus communes sont les recours aux financements bancaires de court terme (découvert, ou en mobilisant auprès de ces banques le crédit client via l'affacturage, l'escompte ou la cession Dailly). De façon plus anecdotique, il est possible de recourir à l'affacturage inversé, qui consiste à mettre en place une solution collaborative dans laquelle les fournisseurs sont payés en avance par un tiers financier, que l'entreprise paye ensuite à l'échéance. Ainsi, les fournisseurs bénéficient d'un financement plus rapide, sans que le BFR ne soit affecté.
Cependant, la meilleure façon de le couvrir est de le réduire. Ceci passe, d'abord, par la définition et la mise en œuvre d'une politique de crédit et, ensuite, par une optimisation des processus allant de la commande au paiement, tant du côté clients que côté fournisseurs. Cette optimisation est la mission du credit management, en lien avec les fonctions d'achats, de production, de logistique et de commercialisation. 
Ceci est d'autant plus vrai que la mobilisation du crédit client ne met pas l'entreprise à l'abri d'une défaillance de son client.